# Lad isbjørnene danse
Lad isbjørnene danse é um filme de drama dinamarquês de 1990 dirigido e escrito por Birger Larsen. Foi selecionado como representante da Dinamarca à edição do Oscar 1991, organizada pela Academia de Artes e Ciências Cinematográficas.

## Elenco
- Anders Schoubye - Lasse
- Tommy Kenter - Far
- Birthe Neumann - Mor
- Paul Hüttel - Hilding
- Laura Drasbæk - Lollo
- Hakim Bellmann Jacobsen - Gubbi
- Kristine Horn - Tina
- Stig Hoffmeyer - Lærer